# Chiesa di San Giorgio in Poggiale
La chiesa di San Giorgio in Poggiale è una chiesa sconsacrata di Bologna che sorge in via Nazario Sauro 20. Ospita la Biblioteca d'arte e di storia. San Giorgio in Poggiale è aperto solo su prenotazione per i ricercatori.

## Storia e descrizione

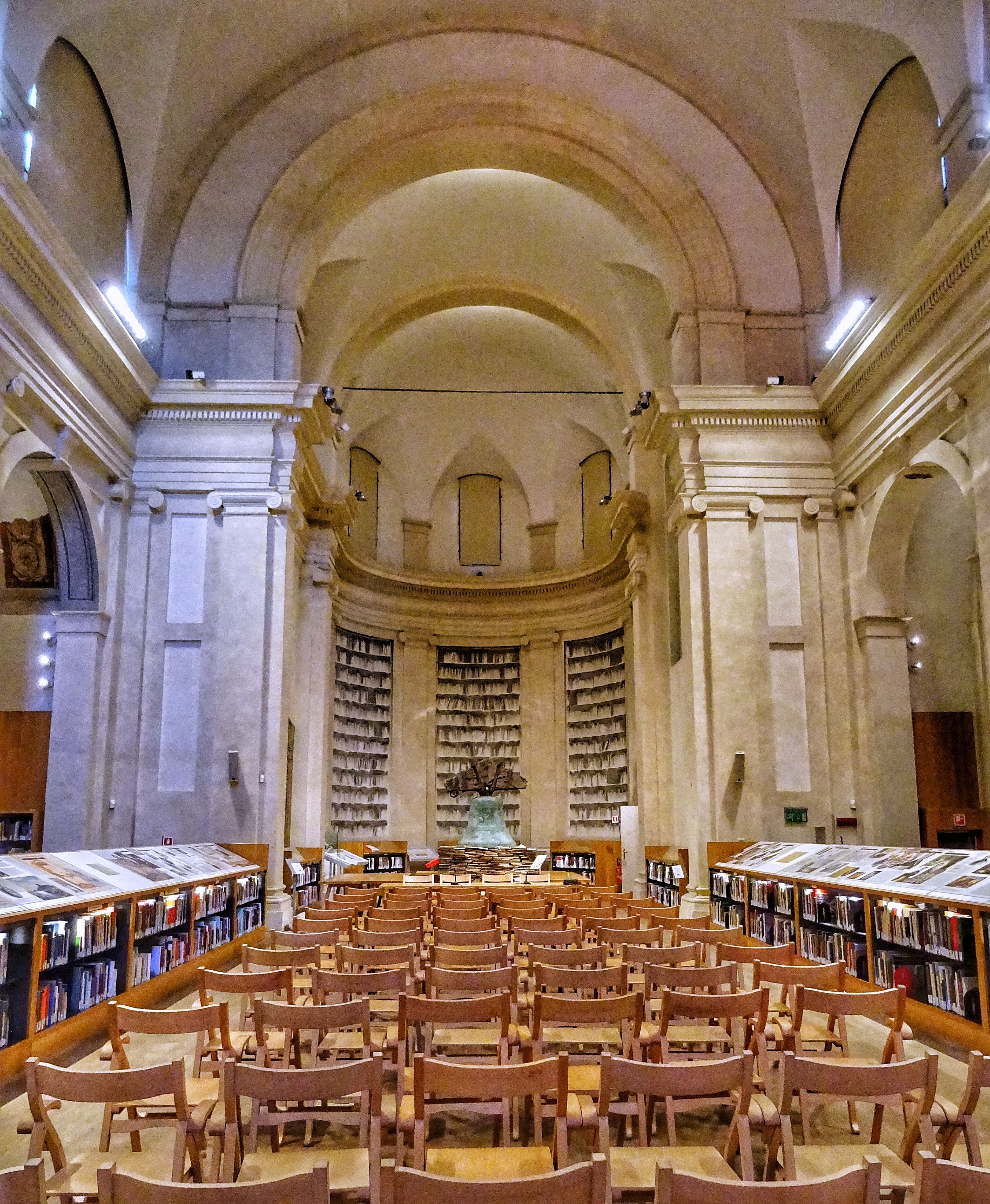
L'interno della chiesa

Di origini molto probabilmente longobarde, la sua esistenza è documentata dal 1237. Deve il suo nome a un piccolo rilievo posto nella zona, denominato appunto Il Poggiale, che per estensione indica il quartiere e fino al 1919 dava anche il nome alla strada in cui sorge.
L'edificio fu ideato dall'architetto Tommaso Martelli tra il 1589 e il 1633 e l'attiguo convento realizzato tra il 1641 e il 1642. La chiesa è a navata unica con volta a botte e dieci cappelle laterali (cinque per lato).
Il complesso fu rimaneggiato tra il 1760 e il 1763 con la costruzione dell'attuale campanile e la cappella della sacrestia. Nella chiesa vi è un organo positivo di Petronio Giovagnoni del 1760 circa, a 5 registri.
Nel 1797, a seguito delle guerre napoleoniche, il convento e la chiesa furono soppressi ma dopo la restaurazione furono riconsacrati e affidati ai Frati Minori Conventuali (1824-1842) e dal 1882 ai Gesuiti.
Il 25 settembre 1943 la chiesa fu bombardata e molte sue opere d'arte distrutte. Nel dopoguerra si decise di non ristrutturarla e rimase sconsacrata.
A metà degli anni sessanta la chiesa fu acquisita dalla Cassa di Risparmio di Bologna che la destinò a sede della propria raccolta d'arte. Un primo approfondito restauro terminò nel 1977. Da allora al 2005 è stata usata per mostre, concerti e convegni.
Nel 2007 è iniziato un secondo restauro del complesso, dal 1992 della Fondazione della Cassa di Risparmio in Bologna, con l'obbiettivo di una sede della Biblioteca d'arte e di storia. Dal 2009 la chiesa è aperta al pubblico.
Da dicembre 2022 è chiusa al pubblico e aperta solo per su prenotazione per motivi di ricerca.

## Biblioteca d'arte e di storia
La Biblioteca d'arte e di storia di San Giorgio in Poggiale apre le porte nel 2009, ma il nucleo storico della biblioteca risale alla fine del XIX secolo. In vista degli stravolgimenti alla città previsti dal nuovo piano regolatore per il neonato Regno d'Italia, la Cassa di Risparmio aveva infatti iniziato a raccogliere documenti relativi alla storia felsinea già a partire dal 1889. Nel 1991, un anno dopo la Legge Amato che avviò il processo di privatizzazione degli istituti bancari, si costituì la Fondazione che acquistò San Giorgio in Poggiale nel 1992.
La biblioteca fa parte del Polo unificato bolognese e del circuito museale Genus Bononiae. 
Oltre alla biblioteca specializzata nel patrimonio librario d'arte e di storia, sono presenti un'emeroteca e l'archivio fotografico contenente oltre 60000 negativi ze migliaia di stampe fotografiche.
Il progetto Genus Bononiae Network prevede di valorizzare tramite la digitalizzazione numerose opere cartacee, spartiti e foto d'epoca.

### Le collezioni
Sono qui conservati circa 150.000 opere a stampa tra volumi e opuscoli, 50 quotidiani di ambito prevalentemente locale, un migliaio di periodici per lo più d'epoca, oltre 85000 libri antichi, centinaia di manoscritti, circa 2000 libretti d'opera, migliaia di stampe, un migliaio di spartiti, 10000 cartoline d'epoca, mappe e letteratura grigia. Tra le opere più prezione della collezione si segnalano 15 incunaboli e oltre 1700 cinquecentine.
Tra le opere d'arte contemporanea della collezione si ricordano il ciclo della Cattedrale di Piero Pizzi Cannella e Campo dei Fiori e Delocazione di Claudio Parmiggiani. San Giorgio in Poggiale ha ospitato inoltre varie esposizioni temporanee, tra cui la Biennale Foto/Industria.